# Tephritidae
Tephritidae je jedna od dve familije muva koje se nazivaju voćnim mušicama, a druga porodica je Drosophilidae. Porodica Tephritidae ne uključuje biološke modelne organizme iz roda Drosophila (u porodici Drosophilidae), koji se često naziva „obična voćna mušica”. Skoro 5.000 opisanih vrsta tefritidnih voćnih mušica kategorisano je u oko 500 rodova Tephritidae. Opis, rekategorizacija i genetske analize stalno menjaju taksonomiju ove porodice. Da bi se razlikovale od Drosophilidae, Tephritidae se ponekad nazivaju paunovim mušicama, zbog njihove razrađenih i šarenih oznaka. Ime dolazi od grčke reči τεφρος, tephros, što znači „pepeljasto siv”. Nalaze se u svim biogeografskim oblastima.

## Sistematika
Tephritidae je podeljen na nekoliko potfamilija:
- Blepharoneurinae (5 rodova, 34 vrsta)
- Dacinae (41 rodova, 1066 vrsta)
- Phytalmiinae (95 rodova, 331 vrsta)
- Tachiniscinae (8 rodova, 18 vrsta)
- Tephritinae (211 rodova, 1859 vrsta)
- Trypetinae (118 rodova, 1012 vrsta)

Rodovi Oxyphora, Pseudorellia, i Stylia obuhvataju 32 vrsta, i nisu uključeni u podfamiliju (incertae sedis).

## Literatura
- Christenson, L. D.  and Foote, R.H.  1960. Biology of fruit flies, Annu. Rev. Entomol., vol. 5, pp. 171–192.
- Bruce A. McPheron, Gary J. Steck  (Editors), 1996 Fruit fly pests : a world assessment of their biology and management        International Symposium on Fruit Flies of Economic Importance (4th : 1994 : Sand Key, Florida, USA) Delray Beach, Fla. : St Lucie Press
- Foote R.H., Steyskal G.C. 1981 Tephritidae. in: McAlpine J.F. (Ed.), Manual of Nearctic Diptera. Agriculture Canada, Ottawa, pp. 817–831. 0660107317 pdf download manual
- Pest Information Wiki

## Spoljašnje veze
- Natural Enemies of True Fruit Flies (Tephritidae) Архивирано 2010-07-10 на сајту , USDA
- Tephritidae Information from the Diptera Site
- Tephritid Workers Database
- The Diptera site Comprehensive guide to identification literature with a worldwide perspective.
- Diptera.info images
- Images at BugGuide
- Family Tephritidae at EOL Image Gallery
- IPC-Fruit Flies webpage Архивирано 2015-01-10 на сајту
- Pest Fruit Flies of the World Архивирано 2018-04-15 на сајту
- Biological Control of Tephritidae